# رشيد عبد الفتاح
رشيد عبد الفتاح واسمه الكامل رشيد عبد الفتاح ياسين (1901 – 21 أغسطس 1975) قائد عسكري وعقيد فلسطيني، من مدينة طولكرم بفلسطين، يُعد من أبرز الشخصيات العسكرية الفلسطينية في القرن العشرين، وأحد أعلام طولكرم، كان قائدًا في قوة حدود شرق الأردن البريطانية والفيلق العربي، ثم قائدًا في الجيش العربي الأردني والحرس الملكي الأردني، ويحمل لقب «الرئيس»، وقد لعب دورًا كبيرًا في التاريخ الفلسطيني لا سيما خلال فترة الثورة الفلسطينية الكبرى التي اندلعت عام 1936.

## سيرته
وُلد رشيد عبد الفتاح ياسين في مدينة طولكرم بفلسطين عام 1901. بدأ حياته العسكرية كجندي مُقاتل في صفوف الجيش العثماني في الحرب العالمية الأولى. وبعد سقوط الدولة العثمانية وإقرار الانتداب البريطاني على فلسطين عام 1920 فقد شكلت بريطانيا الفيلق العربي في إمارة شرق الأردن واخُتير رشيد ليكون ضمن قوة الفيلق.
في عام 1926 تشكلت قوة حدود شرق الأردن البريطانية وكان رشيد ضمنها. وفي عام 1936 اندلعت الثورة الفلسطينية الكبرى، فشاركت قوة حدود شرق الأردن في قمع الثورة، لكن رشيد وقف سرًا في صفوف الثوار الفلسطينيين، فكان ينقل للثوار خطط وتحركات القوات البريطانية، كما كان يُضلل القوات البريطانية في مدينة طولكرم حول أماكن تواجد قادة الثورة الفلسطينية كقائد عام الثورة قريبه عبد الرحيم الحاج محمد والقائد إبراهيم العموري. وخلال الثورة الفلسطينية فقد رقته بريطانيا إلى قائد في قوة حدود شرق الأردن ومنحته رتبة رئيس "Rais".
في 17 أبريل 1939 أُقيم له حفل تنصيب عسكري غير عادي من قبل المندوب السامي البريطاني لفلسطين وشرق الأردن هارولد ماكمايكل [الإنجليزية] في مدينة الزرقاء الأردنية. وفي سبتمبر 1939 اندلعت الحرب العالمية الثانية فشارك رشيد فيها ضمن القوات البريطانية في منطقة البحر الأبيض المتوسط. وخلال الفترة (1939–1956) تولى رشيد عددًا من المناصب العُليا في الجيش العربي، كما تولى منصب مدير الاستخبارات العسكرية.
كان يشجع الفلسطينيين والعرب على الالتحاق بالجيش البريطاني، حيث كان في مطلع الأربعينات مسؤولًا في فلسطين عن مكتب الالتحاق بالجيش البريطاني، وبفضله التحق العديد من الفلسطينيين والعرب بالجيش البريطاني كان من أبرزهم وصفي التل عام 1942 والذي أصبح فيما بعد رئيسًا لوزراء الأردن. في 20 ديسمبر 1941 عُقد اجتماعٌ كبيرٌ في القدس بهذا الخصوص وخطب في الحشد كُلٌ من رشيد وحاكم لواء القدس وعجاج نويهض، فكان رشيد قد «أشار إلى ارتباط فلسطين والعالم العربي والإسلامي ببريطانيا العظمى، وهي تحارب دفاعًا عن الديمقراطية في العالم، وربط بين الخدمة في الجيش البريطاني وبين الدفاع عن ديار العروبة والإسلام، وإن التطوع في الجيش البريطاني هو الخطوة الأولى التي تُمهد لإنشاء جيش قوي في المستقبل يحمي الوطن ويدافع عن سكانه وممتلكاتهم». كما يذكر محمد عزة دروزة في مذكراته أن مهرجانًا كبيرًا أقيم في بيت لحم في يناير 1942 لدعوة الفلسطينيين للتطوع في الجيش البريطاني، ويقول دروزة «وخطب فيه الضابط الكرمي رشيد عبد الفتاح وعيسى البندك وشكري قطينة وغيرهم».
بعد عام 1956 أصبح رشيد قائدًا ضمن الجيش العربي الأردني، وتولى في الستينات منصب قائد فرسان حرس الشرف الملكي الأردني، وتقاعد بعد ذلك من القوات المسلحة الأردنية برتبة عقيد وهي وهي من أعلى الرتب العسكرية في الجيش العربي الأردني.

## أوسمة
مُنح رشيد عبد الفتاح عددًا كبيرًا من أعلى وأرفع الأوسمة العسكرية والمدنية كان منها:
- وسام الحرب البريطاني للحرب العالمية الأولى [الإنجليزية].[4]

- وسام النصر البريطاني [الإنجليزية].[4]

- وسام نجمة 1939–45 العسكرية [الإنجليزية].[4]

- وسام نجمة أفريقيا العسكري [الإنجليزية].[4]

- وسام الحرب البريطاني للحرب العالمية الثانية.[4]

- وسام الإمبراطورية البريطانية من الدرجة الممتازة العليا للشجاعة [الإنجليزية]، وهو أعلى وسام عسكري بريطاني حينها، وقد منحه إياه ملك بريطانيا الملك جورج بتاريخ 12 يوليو 1938 تقديرًا "لقيادته الاستثنائية والجريئة ومهارته التكتيكية وشجاعته وتميزه في العمليات العسكرية".[12][4][5]

- وسام صليب الملك جورج [الإنجليزية]، بتاريخ 22 فبراير 1943 في حفلٍ عسكريٍ في معسكر الصرفند بفلسطين.[4][5][13]

- ميدالية تتويج الملكة إليزابيث الثانية [الإنجليزية]، عام 1953.[4][5]

## حياته الشخصية
رشيد عبد الفتاح مُتزوج من "هدى صدقي الياسين" وهي شقيقة الطبيب الفلسطيني فيصل صدقي الياسين والد الملكة الأردنية رانيا العبد الله.

## وفاته
تُوفي رشيد عبد الفتاح في مدينة طولكرم بتاريخ 21 أغسطس 1975 عن عمرٍ يُناهز 74 عامًا ودُفِنَ فيها.